# مهریه
مَهریه یا به شکل کهن‌تر آن، کابین به مالی گفته می‌شود که مرد در هنگام وقوع عقد نکاح اسلامی به زن خود می‌پردازد یا مکلف به پرداختِ آن می‌شود.
مَهریه واژهٔ عربی و کابین واژه‌ای فارسی است.

## وضعیت وجود یا عدم وجود مَهریه در ادیان
نوعی از مَهریه در آیین یهود هم وجود دارد اما عندالمطالبه نیست بلکه در زمانی که نکاح با طلاق یا فوت شوهر منحل شود به زن پرداخت خواهد شد.
مهریه به عنوان عاملِ «بازدارندهٔ شوهر از تصمیم عجولانه برای طلاق» و تأمین مالی زنِ خانه پس از طلاق (یا پس از فوت شوهر) در یهودیت پذیرفته شده‌است.

## مَهریه و شرایط آن
مرد به هنگام اجرای صیغه نکاح، چیزی را به زنش می‌دهد که نشان‌دهنده قصد او برای نکاح باشد و در اصطلاح مَهریه یا کابین یا صداق نامیده می‌شود. این هدیه و بخشش که از طرف مرد انجام می‌شود، امروزه به هدف پایبندی به لوازم زندگی مشترک و ارتباط زناشویی یا ضامنی برای حق طلاق زن درآمده است.
در آموزه‌های دینی برای مَهریه، مقدار معینی تعیین نشده‌است. همچنین در نوع مَهریه نیز محدودیتی وجود ندارد و هر چیزی که ارزش مالی داشته باشد، می‌تواند مَهریه قرار گیرد؛ مانند طلا، نقره، پول‌های رایج، لوازم زندگی، یا حتی آموزش قرآن یا آموزش علم یا مهارتی ویژه چرا که برای آموزش نیز می‌توان ارزش مالی تعیین کرد.
در صدر اسلام مَهریه از قسمتی از اموال موجود مرد پرداخت می‌شد.

## مَهریه در ایران
مَهریهٔ دختران مسلمان ایرانی بر مبنای شمش یا سکه‌های طلا، سند خانه، پول نقد و سایر اموال منقول و غیرمنقول بنا به درخواست خانواده دختر یا زوجه تعیین می‌شود؛ از سالِ تولد دختر گرفته تا شمار ائمه (چهارده معصوم) یا سوره‌های قرآن به عنوان تعداد سکه‌های مهریه دختران بریده می‌شود.
بر اساس تحقیقی در سال ۱۳۸۷ در مرکز مطالعات جمعیتی آسیا و اقیانوسیه از بیش از ۱۲۰۰ زن و مرد متأهل بین ۱۸ تا ۴۰ سال در حدود ۱۲ استان ایران نشان داده که میانگین مَهریه به اعلام زنان ۳۵۰ سکه طلا و به اعلام مردان ۲۶۰ سکه طلا است. این پژوهش از رشد سریع میانگین مَهریه در دهه ۸۰ حکایت داشته به‌طوری‌که در عرض ۵ سال از میانگین ۳۰۰ سکه به ۴۵۰ سکه طلا رسیده‌است. البته مهریه‌هایی با مبنای ۱۲۴۰۰۰ سکه طلا هم دیده شده‌است.
در ایران برخی از مردان به علت ناتوانی در پرداخت مَهریه زندانی می‌شدند. اما بنا بر قانون حمایت از خانواده ۱۳۹۱ که در اسفند ۹۳ اجرایی شد، ناتوانی در پرداخت مَهریه‌های بالای ۱۱۰ سکه، مشمول زندان رفتن مرد نمی‌شود و زندانی شدن مرد با توافق طرفین و قسط بندی مَهریه حذف می‌شود. همچنین در سال ۱۳۹۰ دیوان‌عالی کشور در رای وحدت رویه‌ای شماره ۷۲۲ پذیرش دادخواست اعسار به شکل دعوای تقابل را هم پذیرفت که به موجب آن فرایند رسیدگی به اعسار به شدت تسریع یافته و امکان صدور دستور بازداشت بسیار کاهش پیدا کرد. منتقدان اشکالاتی از قبیل امکان دور زدن قانون، تضعیف ضمانت اجرایی و قانونی مَهریه، پنهان‌کاری و مخفی کردن اموال را بر این فرایند وارد کرده‌اند.

## در دیگر کشورها
در عربستان، عرف مَهریه۴۰۰۰دلار است. در جمهوری آذربایجان، میانگین نرخ مَهریه در حدود ۲۰۰۰ منات جمهوری آذربایجان برآورد می‌شود. میانگین نرخ مَهریه در میان اقوام مختلف کشور هند در حدود ۱۰۰ هزار تا یک میلیون و ۵۰۰ هزار روپیه تعیین می‌شود. در ترکیه نیز نرخ مَهریه به‌طور متوسط ۳۵ هزار لیر است. در مناطق مختلف چین در میان اقوام مختلف، نرخ مَهریه حدود ۱۰ هزار یوان تخمین زده می‌شود. در عمان نرخ مَهریه در حدود ۲ هزار ریال عمان است.

## مطالبه مهریه در کشورهای غیر اسلامی
مطالبه مهریه زوج‌های مسلمان که در کشورهای غیراسلامی زندگی می‌کنند همیشه از موضوعات بحث‌انگیز و مورد اختلاف بین دادگاه‌ها بوده‌است.
سال ۲۰۱۷ در پی صدور آرای متعارض دادگاه‌های سوئدی در مورد مهریه، دیوان عالی سوئد اعلام کرد که تعهد به پرداخت مهریه در سوئد قابل اجرا نیست. این رای زمانی صادر شد که یک زن ایرانی ۶۹۰ سکه مهریه خود را به اجرا گذشته و دادگاه تجدیدنظر به نفع او رای داده بود. دیوان عالی سوئد در این رأی بر مبنای قیاس مهریه با تعهد تقسیم اموال در حقوق کشورهای غربی صادر شده و به این نتیجه رسیده بود که یک قرارداد تقسیم اموال که بدون ارتباط با یک فسخ نکاح قریب‌الوقوع تنظیم شده باشد بر اساس قوانین زناشویی فاقد اثر است.
پرونده‌های مهریه بارها در دادگاه‌های آمریکا هم مطرح شده و آرای متفاوتی در این زمینه صادر شده‌است. سال ۲۰۰۲ دیوان عالی نیوجرسی در یک پرونده حکم به پرداخت مهریه داد. عابد عواد وکیل و استاد حقوق آمریکا در تحلیلی که بر رای دیوان عالی نیوجرسی نوشته می‌نویسد دادگاه‌هایی که به ضرر مطالبه‌کننده مهریه رای داده‌اند چون مفهوم واقعی مهریه را نمی‌دانستند آن را مشابه تعهدنامه تقسیم اموال در نظر گرفتند که در هنگام ازدواج تقسیم اموال بعد از طلاق بسته می‌شود (دیوان عالی سوئد هم چنین استدلالی کرده) درحالی‌که همان‌طور که قاضی دادگاه نیوجرسی استدلال کرده مهریه نباید با تعهد تقسیم اموال قیاس شود و مقررات این توافق به مهریه تسری پیدا کند. مهریه با تعریفی که در حقوق اسلامی دارد فقط یک تعهد پرداخت ساده است و چنین تعهدی هیچ تعارضی با حقوق آمریکا ندارد.

## مهریه در اسلام
براساس فلسفهٔ اولیهٔ تعیین مهریه، مهر نوعی هدیه، پیشکش، نحله، اعطای بدون عوض و از روی صداقت (صداق) به صورت نقدی با تأکید بر معادل و ویژگی معنوی و فرامادی آن بوده‌است. قرآن مهر زن را «صداق» نامیده‌است، از آن جهت که پرداخت آن نشان صدق ادعای مرد در عشق و علاقه به همسرش است. واژه «نحله» به گفتهٔ راغب اصفهانی از «نحل» به معنای زنبورعسل است؛ چون زنبورعسل بدون توقعی عسل خود را می‌بخشد، واژه «نحله» دلالت دارد که فلسفهٔ مهریه، تقدیمی، پیش‌کشی، عطیه و هدیه است.
بر اساس برخی منابع فقه اسلامی مانند جواهر الکلام، مهری که شوهر به زن می‌پردازد، در حقیقت، عوضِ حقِ بهره بردن از بضع (آلت زنانگی) است. در اسلام حق مهریه متعلق به خود زن است نه والدینش یا هر شخص دیگر.

### مهر المسمی
مهر المسمی مهری است که زن و شوهر قبل از انعقاد عقد نسبت به مقدار و میزان آن توافق نموده و آن را در عقد ذکر می‌کنند. تعیین میزان مهر مطابق ماده ۱۰۸۰ قانون مدنی منوط به تراضی طرفین است و محدودیتی در این خصوص در قانون پیش‌بینی نشده‌است؛ و طبق ماده ۱۰۷۹ قانون مدنی، مهر باید بین طرفین تا حدی که رفع جهالت آن‌ها بشود، معلوم باشد (ماده ۱۰۷۹ قانون مدنی).
شرایط مهر المسمی:
- دارای ارزش مالی و اقتصادی باشد
- قابل تملک و نقل و انتقال باشد
- مشخص و معلوم باشد
- معین و تصریح شده باشد
- دارای منفعت عقلایی و مشروع باشد
- شوهر قدرت تسلیم مهریه را داشته باشد

### مهرالمثل
اگر در زمان انعقاد عقد راجع به مهریه توافق نشده یا اینکه مهریه نوعی تعیین گردیده که مطابق قانون نبوده، ولی عمل زناشوئی بین زوجین رخ داده‌است، در این حالت بر اساس عرف و عادت محل و وضعیت خاص زوجه مهریه تعیین می‌گردد که به این نوع مهریه مهرالمثل می‌گویند.
هرگاه از بین بردن پرده بکارت دختری بانزدیکی کردن یا به هر وسیلهٔ دیگری وبدون رضایت دختر صورت گرفته باشد مرد باید مهرالمثل پرداخت کند.

### مهرالمتعه
در نکاحی که دائم بوده و مهریه ذکر نشده یا شرط عدم مهر شده باشد زوج به زوجه مطلقه خود که با او نزدیکی نکرده‌است مهریه‌ای پرداخت می‌کند و این مهریه اصطلاحاً مهرالمتعه گفته می‌شود.

### تفویض مهر
اگر در عقد تعیین مهر به یکی از زوجین یا شخص ثالثی واگذار شود صحیح است و به آن تفویض مهر گویند.

## مهرالسنة
مهرالسنه به میزان مهریه‌ای گفته می‌شود که محمد برای همسران و فرزند خود فاطمهٔ زهرا تعیین نمود و به امت خود سفارش نمود تا بیش از این مقدار را برای مهریه قرار ندهند. مستحب است که مقدار مهریه از این مقدار کمتر باشد و بیشتر از آن کراهت دارد. از محمد روایت شده که بهترین زنان امت من کسانی هستند که مهریهٔ آن‌ها کم و مهر و محبت آن‌ها زیاد باشد. کمترین مقدار روایت شده چهارصد درهم نقرهٔ مسکوک و بیشترین مقدار ذکر شده پانصد درهم نقرهٔ مسکوک است. پانصد درهم نقرهٔ مسکوک معادل پنجاه دینار طلای مسکوک در نظر گرفته می‌شده‌است.

## مهریه عندالاستطاعه و تفاوت آن با مهریه عندالمطالبه
در مهریه عندالاستطاعه در هیچ فرضی امکان جلب شوهر وجود ندارد یا مطالبه مهریه عندالاستطاعه از دادگاه یا اداره اجرای ثبت امکان ممنوع الخروج کردن شوهر هم میسر نیست. فقط با معرفی مال و استطاعت پرداخت شوهر است که زن می‌تواند برای گرفتن مهریه اقدام کند بنابراین می‌توان فرق مهریه عندالمطالبه و عندالاستطاعه را این گونه بیان کرد: در صورتی که مهریه عندالمطالبه باشد هر زمان که زن بخواهد، می‌تواند مهریه‌ خود را مطالبه کند. مهریه عندالمطالبه جز در مواردی خاص باید پرداخت شود. اما اگر مهریه عندالاستطاعه باشد، زمان پرداخت مهریه، وقتی است که زوج توانایی پرداخت مهریه را داشته باشد، بنابراین پرداخت آن مشروط به توانایی زوج در پرداخت است. در این حالت، زن باید ضمن ارائهٔ دادخواست مطالبهٔ مهریه به دادگاه خانواده، لیست اموال و دارایی‌های مرد را نیز به قاضی پرونده ارائه کند. در بیشتر موارد، اثبات توانایی مالی مرد مشکل می‌باشد و ممکن است که مرد به منظور فرار از پرداخت مهریه، اموال خود را به اشخاص دیگری منتقل کند. در مهریه‌ی عندالاستطاعه امکان جلب مرد وجود ندارد و حتی امکان ممنوع الخروج کردن او نیز فراهم نیست. فقط در صورتی که زوجه، مالی را از زوج به دادگاه یا ادارهٔ اجرای ثبت معرفی کند، آن مال به منظور گرفتن مهریه توقیف می‌شود.

## انتقادات
به حق مهریه زنان در کشورهای با قوانین اسلامی همچون ایران انتقاداتی از طرف فعالان حقوق مردان وارد شده‌است. به گفته خبرگزاری مهر ۲۴۰۴ نفر از مردان ایرانی به دلیل عدم پرداخت مهریه خود در اسفندماه سال ۱۴۰۱ زندانی شده‌بودند.